# Chrysopa regalis
Chrysopa regalis is een insect uit de familie van de gaasvliegen (Chrysopidae), die tot de orde netvleugeligen (Neuroptera) behoort. 
Chrysopa regalis is voor het eerst wetenschappelijk beschreven door Navás in 1915.